# Jan Wjela
Jan Wjela (8. ledna 1822 Židow – 19. ledna 1907 Budyšín) byl lužickosrbský spisovatel. Často psal pod jménem Radyserb či Jan Wjela-Radyserb.
Psal balady, lyriku a sbíral lidové básně. Jako jeden z prvních lužickosrbských autorů se věnoval i psaní prózy.